# Ophichthus macrochir
Ophichthus macrochir är en fiskart som först beskrevs av Bleeker, 1853.  Ophichthus macrochir ingår i släktet Ophichthus och familjen Ophichthidae. Inga underarter finns listade i Catalogue of Life.